# Estanislau Figuerola i Gual
Estanislau Figuerola i Gual, més conegut com a Estanis Figuerola (Reus, Baix Camp, 17 de setembre de 1956 - Duesaigües, Baix Camp, 26 de març de 2022) va ser un diaca català.
Diplomat en Ciències religioses, Estanislau Figuerola va rebre l'ordre del diaconat a la parròquia de Sant Francesc de Reus el 2005. Quan fou ordenat diaca el 2005, ja era molt conegut a la seva ciutat, on des de feia molts anys s'havia implicat en activitats laiques i religioses, dins del món teatral i de les confraries.
Casat amb M. Teresa Ferré i amb dos fills, l'Estanislau i el Pere, durant la seva trajectòria vital, mossèn Figuerola va participar en multitud d'iniciatives solidàries, no només vinculades directament a l'Església catòlica local. A Reus s'havia implicat en l'Agrupació d'Associacions de Setmana Santa, entitat de la qual el 2013 va ser nomenat consiliari, càrrec que ostentà fins al final dels seus dies. A més de l'Agrupació, Figuerola també estava vinculat especialment a la Confraria de Nostre Pare Jesús del Calvari de Reus, coneguda popularment com la 'confraria dels Natzarens', amb seu a l'església de Sant Francesc. En l'àmbit cultural, a Reus també s'implicà en activitats socials, com a membre de la Colla Gegantera de Reus, entitat que va arribar a presidir durant un període. Mentre en va ser membre actiu, com a portador era un dels encarregats de fer ballar el 'gegant Japonès'. També dins del sector cultural, s'havia implicat a 'Bravium Teatre'.
Amb anterioritat a la seva ordenació diaconal, Figuerola ja havia format part del Consell Pastoral Diocesà entre els anys 1988 i 1995. Després de la seva ordenació diaconal, fou destinat a la mateixa parròquia on va ser ordenat i com a responsable del servei pastoral de l'Hospital de Sant Joan de Reus. El 2006 s'afegí la parròquia de Sant Joan Baptista de Reus i, entre els anys 2012 i 2016, va estar al servei de les parròquies de l'arxiprestat de Reus. Abans d'exercir a Riudoms i altres parròquies del Baix Camp, l'any 2016 va ser nomenat diaca encarregat de les parròquies de l'Espluga de Francolí i Senan fins que, el 2017, tornaria a Reus per a encarregar-se de les parròquies de Sant Josep Obrer i l'Assumpció. En l'àmbit de responsabilitats diocesanes, Estanislau Figuerola va ser director del Secretariat Diocesà del Diaconat Permanent, entre 2009 i 2012; delegat diocesà de Pastoral Familiar, entre 2008 i 2009; i conseller del Consell Pastoral Diocesà en representació dels diaques, entre 2005 i 2006. Per altra banda, va ser consiliari de l'Agrupació d'Associacions de Setmana Santa de Reus entre els anys 2013 i 2020. Des d'aquest càrrec, i com a responsable que fou de la parròquia de Sant Josep Obrer, mantingué una estreta relació amb la Germandat de Sant Josep Obrer. L'any 2021 havia pres possessió, per ajudar en el seu ministeri als preveres cambrilencs a les parròquies de Riudoms, Vinyols i els Arcs, Botarell, Montbrió del Camp, Riudecanyes, l'Argentera, Duesaigües, Mont-roig del Camp, Vilanova d'Escornalbou i l'Arbocet.
Estanis Figuerola també va fer alguna incursió en el món de l'escriptura. Així, l'any 1993 publicà una mena de meditació entorn de la cinquena estació del Via Crucis al setmanari, ja desaparegut, “La Voz de la Costa Dorada”. També mantingué diverses col·laboracions a la premsa escrita, com ara al Diari de Tarragona, Catalunya Cristiana, La Vanguardia, Punt Diari, Més Reus, Reus digital o Mireu, i darrerament a Església de Tarragona. És autor de llibre “Companyia Lírica Ciutat de Reus. Una història de 20 anys”, publicat el desembre de 1995, amb una dedicatòria autogràfica i personal del tenor Alfredo Kraus. El setembre de 1996, inicia una recopilació de poemes i músiques agrupats al muntatge “Visió poètica de la Setmana Santa. Miscel·lània poètico-musical”, que s'estrenà l'any 1997 al 'Bravium Teatre', amb la col·laboració de diferents congregacions, germandats i confraries de la Ciutat, rapsodes, i músics diversos. En el muntatge s'hi inclouen tres poesies de la seva autoria. En el camp de la poesia dedicada a la Setmana Santa compta amb tota una sèrie de poemes que refereixen a cadascun dels “passos” i elements de la Setmana Santa reusenca. També és autor de la “Pregària a la Verge del Calvari”, i ha publicat diversos escrits a diferents programes i opuscles de la Setmana Santa reusenca, tarragonina i en d'altres de diferents manifestacions culturals.